# Petar II Petrović-Njegoš
Petar II Petrović-Njegoš (serbiska: Петар II Петровић-Његош), född som Radivoj ("Rade") Tomov Petrović 13 november 1813, död 31 oktober 1851, var ortodox furstbiskop av Montenegro (vladika) av Montenegro och diktare. Han regerade mellan år 1830 och 1851 och tillhörde huset Petrović-Njegoš. Petar II efterträddes på tronen av sin brorson Danilo II Petrović-Njegoš.
Njegoš betraktas som den som moderniserade Montenegro. Han införde moderna politiska begrepp, moderniserade lagarna, skapade landets första allmänna skatteväsende
och förmådde Montenegros klanhövdingar att acceptera det. Under hans ledning förbättrades landets infrastruktur med vägbyggen. Man byggde också landets första folkskolor och gav ut dess första tidning.
Trots sin politiska betydelse är Njegoš mest känd som författare. Han var en av det serbiska språkets allra främsta poeter, och han betraktas som Montenegros nationalpoet. Hans mest kända verk är Горски вијенац eller Gorski vijenac, 1847 (Bergkransen eller Montenegros ärekrans, svensk översättning av Alfred Jensen 1913.
Beroende på utgångspunkt har Njegoš betraktats både som montenegrin och som serb. Man ser i honom en person som banade väg för jugoslavismen; själv var han villig att avstå från sin rang som furstbiskop om han därigenom kunnat uppnå en union med Serbien. Samtidigt har hans episka diktverk använts av alla möjliga politiska inriktningar, inklusive för att rättfärdiga etnisk rensning.

## Furstbiskopen
Njegoš växte upp i byn Njeguši utanför Montenegros blivande huvudstad Cetinje. Vid denna tid befann sig Montenegro i utkanten av det Ottomanska imperiet, vars gränser var ganska oklara, och var befolkat av stammar med traditionellt levnadssätt. Den unge Njegoš fick mer skolgång än de flesta av sin tids montenegriner, vilket ändå inte var mycket: några års klosterskola i Cetinje och i Kotor
och ett års studier under farbrodern, furstbiskopen Petar I Petrović-Njegoš. Innan denne dog fick pojken äventyraren och diktaren Sima Milutinović Sarajlija som informator.
1830 dog Petar I utan att ha utsett någon arvinge. För att komma ifråga måste arvingen utöver de ärftliga kvalifikationerna vara dels munk och dels läskunnig. Det fanns få kandidater och man fann att den bäste var den sjuttonårige Njegoš, som dock inte var munk varför man fort såg till att få honom utsedd till arkimandrit. Efter prästvigningen tog han sig namnet Petar. Den första delen av Njegoš regeringstid kännetecknades av stärkta band till Ryssland, och han blev utnämnd till furstbiskop av Montenegro under en resa till Sankt Petersburg 1833. 
1832 försökte Njegoš erövra staden Podgorica, som då var under muslimskt styre och samarbetade med ottomanska centralregeringen, men misslyckades. Njegoš trupper var tränade för att slåss i berg men klarade inte av det ottomanska kavalleriet. Under resten av 1830-talet följde en lång serie av mindre strider och skärmytslingar, samt ett par upprorsförsök. Stridigheterna med det ottomanska riket fortsatte in i 1840-talet och försämrade Njegoš ryska relationer, samtidigt som de ryska kontakterna gjorde Montenegros grannländer misstänksamma. 1838 lade Njegoš av sina prästkläder för att istället uppträda klädd som hövding för en bergsklan, en utstyrsel som senare blev förebilden för Montenegros nationaldräkt. 
Montenegros första folkskola och dess första tryckeri anlades båda 1834. Njegoš bildade en senat av representanter för de olika stammarna, med 12 ledamöter.
1849 började Njegoš hosta, och det blev klart att han hade TBC. För att undvika samma oklara situation som uppstod när hans morbror dött utsåg han tidigt sin efterträdare. Njegoš dog 31 oktober 1851 vid 37 års ålder. Efterträdaren, Danilo I Petrović-Njegoš, valde att avstå från biskopsdelen av furstetiteln och blev Montenegros förste världslige furste, helt i linje med Njegoš strävanden. Njegoš begravdes i ett litet kapell på berget Lovćen. Kroppen flyttades sedan flera gånger innan den 1971 återfördes till ett eget mausoleum på Lovćen.

## Författaren till Bergkransen
Njegoš betraktas med sin bristande skolning som näst intill självlärd. Sin bildning skaffade han själv, genom mycken läsning och med resor till Wien, Rom, Neapel och Sankt Petersburg. Hans större verk behandlar, enligt Alfred Jensen, nästan uteslutande "episk-patriotiska ämnen ur Serbiens och Montenegros historia i nationell, naiv stil". Hans viktigaste verk, Bergkransen, är en episk saga på vers i form av teaterpjäs som skrevs 1846 i Cetinje och trycktes i ett armeniskt kloster i Wien året därpå.
Pjäsen utspelas i 1700-talets Montenegro och handlar om Njegoš förfader Danilo I Šćepčev Petrović-Njegoš och dennes försök att hantera landets krigande stammar och det växande turkiska inflytandet. Verket börjar med en poetisk vision och utvecklas till ett politiskt och historiskt drama som broderas ut till en episk avbildning av montenegrinskt liv inklusive högtider, sedvänjor och folktro, och kampen för att överleva det ottomanska förtrycket. Versen skildrar tre olika civilisationer som ställs mot varandra: det heroiska, patriarkala klassiska Montenegro, det orientaliska muslimska ottomanska imperiet och den västeuropeiska civilisationen, representerat av Venedig.
Dikten kretsar kring en massavrättning av montenegriner som konverterat till islam, en händelse som uppges vara historisk och lär ha skett på juldagen någon gång under tidigt 1700-tal. Huruvida händelsen verkligen skett och i det format som skildras i dikten är svårt att bevisa, men genom dikten har den uppstått som sann i folkmedvetandet. Enligt en uppgift utförde Danilo en sådan utrensning 1707, dock i en enda av det gamla Montenegros över 20 klaner. Njegoš använder händelsen som en allmän bakgrund, utan att bry sig om exakta historiska data. Detta understryker en tanke som sysselsatte honom under hela livet och som ligger väl i linje med västvärldens samtidiga nationalromantiska tankegods: kampen mot ottomansk överhöghet. Hela handlingen och alla personerna i dikten utsätts för denna centrala tanke.
Det basala temat i Bergkransen är kampen för frihet, rättvisa och värdighet. Diktens personer kämpar för att rätta till ett fel i sitt samhälle, nämligen närvaron av kappvändare som böjer sig för den erövrande makten. Samtidigt är de inblandade i en kamp mellan ont och gott. Njegoš uttrycker en stark tro på människan, och på människans grundläggande godhet och integritet. Han visar också att människan alltid måste slåss för sina rättigheter och för allt hon önskar uppnå, eftersom man aldrig får något av en slump. Verkets huvudsakliga teman kan delas in i tre, intimt hopflätade kategorier.
1. Ett nationellt uppvaknande, enande av det montenegrinska folket i kampen för frihet.
2. Folklig visdom, traditionella värderingar och en heroisk, episk syn på livet och på värdesystem
3. Njegoš personliga tankar och filosofiska åsikter om naturen, människorna och samhället. Det ständigt pågående kriget mellan naturens alla beståndsdelar, rättframhet, mänskliga dygder, gott och ont, ära och skam, plikt och offer.

Dikten är skriven i ett versmått med tio stavelser per rad. Den språkliga stilen liknar den serbiska episka folkpoesin. Bergkransen innehåller många slagkraftiga metaforer, slående bilder och en god portion humor som lättare upp den annars ganska tragiska dikten, men även ett antal genuint djupa tankar, ofta uttryckta på ett lakoniskt sätt som i många fall blivit till kända ordspråk.

## Bergkransen och ideologin
Bergkransen har både hyllats och kritiserats, och har använts för att stödja diametralt skilda åsikter. Varje ny generation av sydslaviska historiker och politiker, oavsett politiska agenda, ideologi och religion, tar sig an Njegoš diktverk på jakt efter citat som kan användas som stöd för deras egna åsikter. Enligt historikern Srđa Pavlović använder nationalister verket för att hålla drömmarna om ett Storserbien levande, kroatiska nationalister hittar i dikten ett definitivt fastslående av att sydslaver öst om floden Drina till sin natur är orientaler, medan andra läser pjäsen som en manual för etnisk rensning och brodermord. Montenegrinska nationalister brukar, enligt Pavlović, undvika en djupare tolkning av verkets innebörd.
Abdal Hakim Murad, ledande brittisk islamolog, läser diktverket i ljuset av Bosnienkriget vilket han betraktar som ett religionskrig. Murad anser att diktverket anspelar på urgamla och våldsamt antimuslimska känslor och påpekar att Bergkransens omvända muslimer ber om fredlig samexistens, vilket i dikten betraktas som bedrägligt beteende och något att sätta sig över. Den brittiske författaren och journalisten Tim Judah har liknande åsikter, och den amerikanske professorn Michael Sells, expert på muslimsk historia och litteratur, menar att diktverket spelat en betydande roll under 1990-talets etniska konflikter och bosnienkriget genom att serbiska nationalister memorerat och citerat Bergkransen.
På detta svarar Pavlović att vad politikern Njegoš försökte göra var att ur ett stamsamhälle skapa en nation, enligt 1800-talets begrepp om nationellt uppvaknande. Pavlović föreslår att man läser diktverket som en saga om ett heroiskt stamsamhälle som för länge sen är borta, ett samhälle som hade lite gemensamt med Montenegro på Njegoš tid och ingenting alls med dagens. Det är dock tydligt att verket har mycket att säga om såväl den politiska som den sociala, kulturella och ekonomiska verkligheten i 1800-talets Montenegro. Diktverket är också tydligt relevant för författarens egna panslavistiska och illyriska strävanden. Bergkransen anses allmänt som ett stort litterärt verk och borde inte betraktas som rätt och slätt nationell litteratur. De ämnen den behandlar är mycket större än enbart Montenegros politiska och kulturella angelägenheter. Enligt Pavlovićs åsikt borde boken inte läsas lösklippt från den tid och det sammanhang då den skapades.

## Författarens eftermäle
Som författare har Njegoš fortsatt stort inflytande i såväl Montenegro som omgivande länder. Hans verk har haft inflytande på skilda grupperingar såsom irredentister, serbiska nationalister,  jugoslavister och kommunister. Det har hävdats att Gavrilo Princip, studenten som mördade Franz Ferdinand av Österrike och därmed satte igång Första världskriget, inspirerats av Njegoš litterära verk. Samma sak har sagts om Bosnienkrigets Radovan Karadžić. När Serbernas, kroaternas och slovenernas kungarike bildades under tidigt 1900-tal blev Njegoš dess nationalskald. Efter andra världskriget förklarade den jugoslaviska kommunistregimen honom för Jugoslaviens nationalskald, och vid 100-årsfirandet av Bergskransens utgivning 1947 firade den montenegrinska regeringen honom som Montenegros egen nationalskald.
Njegoš poesi och särskilt Bergskransen har använts för att skapa en känsla av kollektiv identitet både för serber, montenegriner och jugoslaver. Serbiska nationalister använde hans skrifter för att motivera hat under 1990-talets etniska konflikter. Under årtiondena efter Njegoš död blev Bergskransen till Montenegros nationalepos, som bekräftade banden till Serbien och den kristna världen och hyllade dess militär. I Montenegro och i Serbien läser man Njegoš poesi i skolan. I Montenegro har det dessutom varit vanligt att lära sig stora stycken utantill, varvid delar kommit att omvandlas och ingå i muntlig tradition. I Bosnien och Hercegovina har man däremot lyft ut honom från skolornas obligatoriska läsning.
Njegoš' inflytande kan liknas vid Shakespeares i den engelsktalande världen; den engelska dagstidningen The Independent kallade honom 2011 i en artikel för "Montenegros Shakespeare". Liksom Shakespeare upplevs språket som gammaldags samtidigt som många moderna sydslaviska talesätt stammar från hans penna.
Bland de som tidigt skrev böcker om Njegoš finns Milorad Medaković, Lazar Tomanovic, ryssen Petr Aleksejevitj Lavrov och Pavle Popović.
I mer modern tid har den jugoslav-montenegrinske politikern och författaren Milovan Djilas skrivit uppmärksammade böcker om Montenegros diktande furstbiskop.

## Galleri

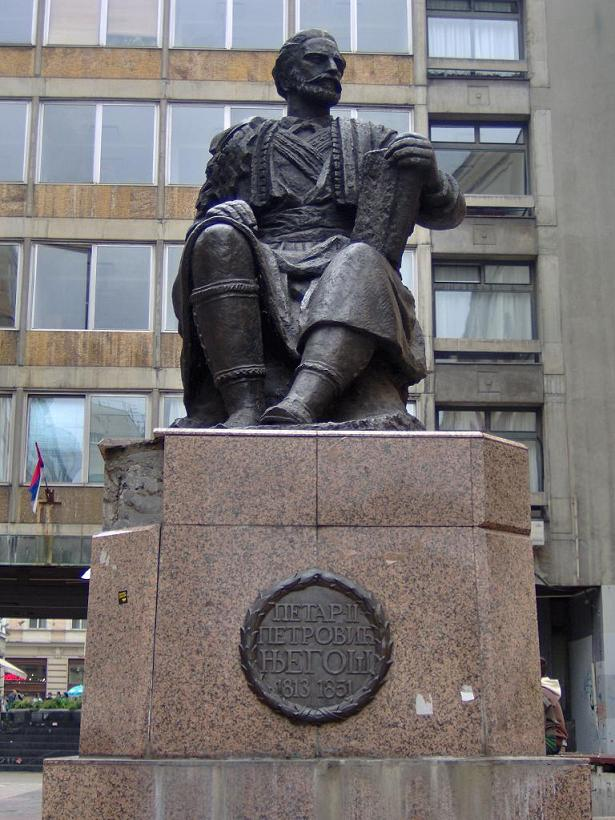
Staty av Petar II i Belgrad.
Oljemålning föreställande Petar II som furstbiskop.
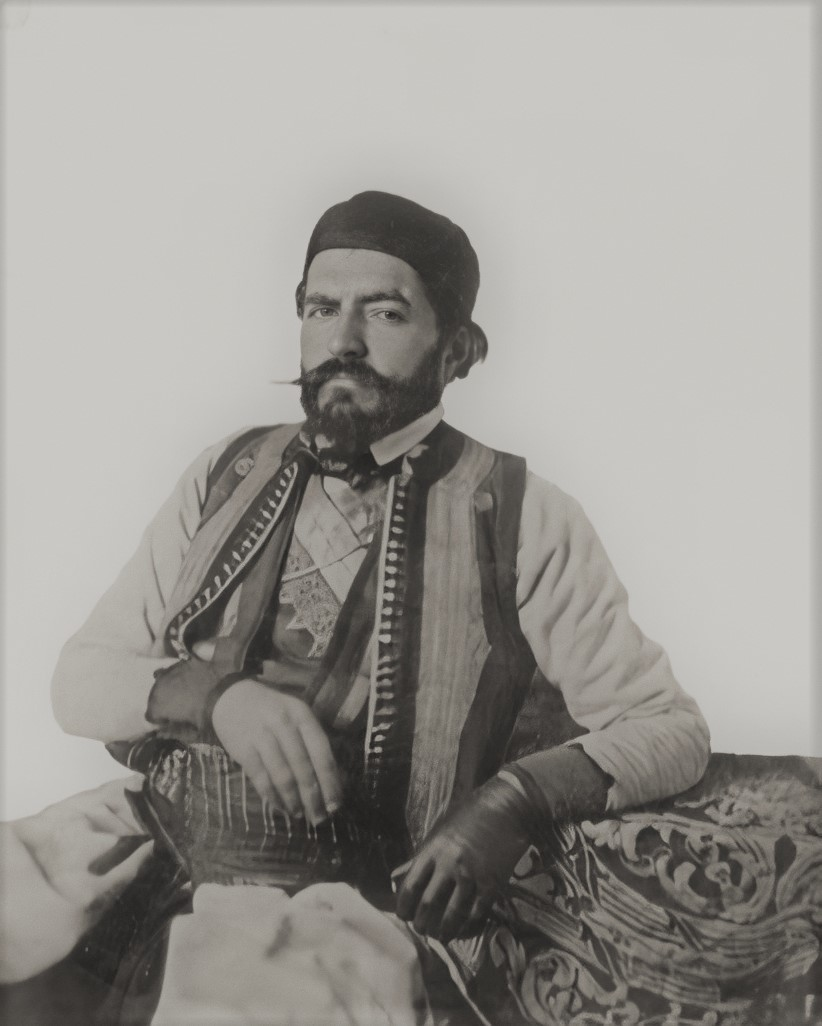
Petar II 1851.
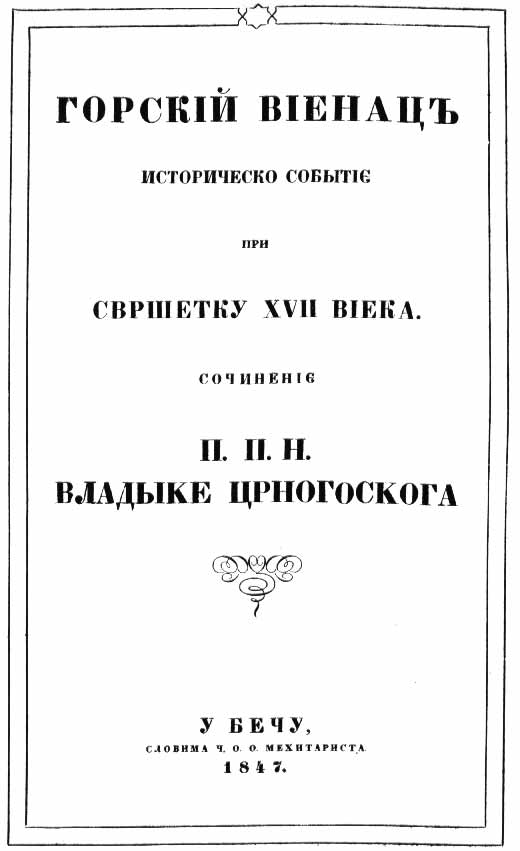
Originalframsida till Bergkransen.